# Valoració per retrocés
Mètode volumètric d'anàlisi química també anomenat retrovaloració en què s'afegeix un excés conegut d'un reactiu patró a l'anàlit, tot seguit es valora el reactiu en excés amb un segon reactiu patró.
Les valoracions per retrocés esdevenen útils en els casos en què llurs punts finals són més clars que els d'una valoració directa, quan es necessita un excés del primer reactiu perquè es produeixi la reacció completa amb l'anàlit, és a dir, quan la reacció de la valoració directa no és favorable i per exemple té una cinètica lenta.

## Exemple d'una valoració per retrocés
a A (anàlit) + p P (r. patró) → c C + d D (excés conegut)
m P + b B (r. valorant) ind → f F + g G (addició lenta)

### Determinació de Cl-
```
Cl
–
 + Ag
+
 (excés) → AgCl↓
```

```
Ag
+
 + SCN
–
 → AgSCN↓
```

S'afegeix un excés de Ag+ per precipitar el Cl– i l'excés de Ag+ que no ha precipitat es valora amb SCN– i Fe(III) com a indicador.

### Determinació de l'anió hidrogencarbonat HCO3-
1. s'agrega un excés conegut de NaOH a la solució.

HCO₃-(aq) + OH-(aq) → CO₃2- (aq) + H₂O
1. s'afegeix solució de BaCl₂ per precipitar el carbonat format en la reacció anterior.

CO₃2- (aq) + H₂O + Ba2+ (aq) → BaCo3 (s)↓
1. Finalment es valora el OH- en excés amb solució de HCl com agent valorant.

H+(aq)+OH-(aq) → H₂O
Aquesta última valoració presenta un gran salt de pH en proximitat del punto equivalent per tant, és adequada per visualitzar sense problemes el punt final.